# Olympische Sommerspiele 2020/Rudern – Doppelvierer (Männer)
Der Doppelvierer der Männer bei den Olympischen Spielen 2020 in Tokio wurde vom 23. bis 28. Juli 2021 auf dem Sea Forest Waterway ausgetragen.

## Titelträger
| Olympiasieger | Hans Gruhne, Lauritz Schoof, Karl Schulze, Philipp Wende       | Rio de Janeiro 2016 |
| Weltmeister   | Dirk Uittenbogaard, Abe Wiersma, Tone Wieten, Koen Metsemakers | Ottensheim 2019     |

## Vorläufe
Freitag, 23. Juli 2021

### Vorlauf 1
| Platz | Bahn | Nation         | Athleten                                    | Zeit (min) | Qualifikation |
| ----- | ---- | -------------- | ------------------------------------------- | ---------- | ------------- |
| 1     | 5    | Niederlande    | Uittenbogaard, Wiersma, Wieten, Metsemakers | 5:39,80    | Finale A      |
| 2     | 4    | Australien     | Cleary, Antill, Girdlestone, Letcher        | 5:41,54    | Finale A      |
| 3     | 2    | Großbritannien | Leask, Groom, Barras, Beaumont              | 5:42,01    | Hoffnungslauf |
| 4     | 1    | China          | Yi, Zang, Liu, Zhang                        | 5:43,44    | Hoffnungslauf |
| 5     | 3    | Litauen        | Kelmelis, Džiaugys, Nemeravičius, Jančionis | 6:03,07    | Hoffnungslauf |

### Vorlauf 2
| Platz | Bahn | Nation      | Athleten                           | Zeit (min) | Qualifikation |
| ----- | ---- | ----------- | ---------------------------------- | ---------- | ------------- |
| 1     | 2    | Polen       | Czaja, Chabel, Pośnik, Barański    | 5:39,25    | Finale A      |
| 2     | 3    | Italien     | Venier, Panizza, Rambaldi, Gentili | 5:39,28    | Finale A      |
| 3     | 1    | Estland     | Udam, Raja, Endrekson, Taimsoo     | 5:47,12    | Hoffnungslauf |
| 4     | 4    | Norwegen    | Helseth, Tufte, Helvig, Solbakken  | 5:49,02    | Hoffnungslauf |
| 5     | 5    | Deutschland | Naske, Schulze, Gruhne, Appel      | 5:50,11    | Hoffnungslauf |

## Hoffnungslauf
Sonntag, 25. Juli 2021
| Platz | Bahn | Nation         | Athleten                                    | Zeit (min) | Qualifikation |
| ----- | ---- | -------------- | ------------------------------------------- | ---------- | ------------- |
| 1     | 3    | Großbritannien | Leask, Groom, Barras, Beaumont              | 5:55,91    | Finale A      |
| 2     | 4    | Estland        | Udam, Raja, Endrekson, Taimsoo              | 5:56,52    | Finale A      |
| 3     | 2    | China          | Yi, Zang, Liu, Zhang                        | 5:56,86    | Finale B      |
| 4     | 5    | Norwegen       | Helseth, Tufte, Helvig, Solbakken           | 6:02,85    | Finale B      |
| 5     | 1    | Deutschland    | Naske, Schulze, Gruhne, Appel               | 6:02,86    | Finale B      |
| 6     | 6    | Litauen        | Kelmelis, Džiaugys, Nemeravičius, Jančionis | 6:14,73    | Finale B      |

## Finale

### A-Finale
Mittwoch, 28. Juli 2021, 3:30 Uhr MESZ

Anmerkung: zur Ermittlung der Plätze 1 bis 6
| Platz | Bahn | Nation         | Athleten                                    | Zeit (min) |
| ----- | ---- | -------------- | ------------------------------------------- | ---------- |
| 1     | 4    | Niederlande    | Uittenbogaard, Wiersma, Wieten, Metsemakers | 5:32,03 WR |
| 2     | 1    | Großbritannien | Leask, Groom, Barras, Beaumont              | 5:33,75    |
| 3     | 5    | Australien     | Cleary, Antill, Girdlestone, Letcher        | 5:33,97    |
| 4     | 3    | Polen          | Czaja, Chabel, Pośnik, Barański             | 5:34,27    |
| 5     | 2    | Italien        | Venier, Panizza, Rambaldi, Gentili          | 5:37,29    |
| 6     | 6    | Estland        | Udam, Raja, Endrekson, Taimsoo              | 5:38,58    |

### B-Finale
Mittwoch, 28. Juli 2021, 1:50 Uhr MESZ

Anmerkung: zur Ermittlung der Plätze 7 bis 10
| Platz | Bahn | Nation      | Athleten                                    | Zeit (min) |
| ----- | ---- | ----------- | ------------------------------------------- | ---------- |
| 7     | 3    | China       | Yi, Zang, Liu, Zhang                        | 5:46,07    |
| 8     | 4    | Deutschland | Naske, Schulze, Gruhne, Appel               | 5:46,78    |
| 9     | 2    | Norwegen    | Helseth, Tufte, Helvig, Solbakken           | 5:47,34    |
| 10    | 1    | Litauen     | Kelmelis, Džiaugys, Nemeravičius, Jančionis | 5:51,64    |